# Pont de Revelstoke
Le pont de Reveltoke – ou Revelstoke Bridge en anglais – est un pont routier canadien à Revelstoke, en Colombie-Britannique. Ce pont suspendu permet le franchissement du Columbia par la route 1.